# Johannes Dietrich
Johannes Dietrich (Berlín, RDA, 10 de febrero de 1985) es un deportista alemán que compitió en natación.
Ganó siete medallas en el Campeonato Europeo de Natación en Piscina Corta entre los años 2005 y 2009.

## Palmarés internacional
| Campeonato Europeo en Piscina Corta | Campeonato Europeo en Piscina Corta | Campeonato Europeo en Piscina Corta | Campeonato Europeo en Piscina Corta |
| Año                                 | Lugar                               | Medalla                             | Prueba                              |
| ----------------------------------- | ----------------------------------- | ----------------------------------- | ----------------------------------- |
| 2005                                | Trieste (Italia)                    | Medalla de oro                      | 4 × 50 m estilos                    |
| 2007                                | Debrecen (Hungría)                  | Medalla de oro                      | 4 × 50 m estilos                    |
| 2007                                | Debrecen (Hungría)                  | Medalla de bronce                   | 50 m mariposa                       |
| 2007                                | Debrecen (Hungría)                  | Medalla de bronce                   | 4 × 50 m libre                      |
| 2008                                | Rijeka (Croacia)                    | Medalla de plata                    | 4 × 50 m estilos                    |
| 2009                                | Estambul (Turquía)                  | Medalla de oro                      | 50 m mariposa                       |
| 2009                                | Estambul (Turquía)                  | Medalla de plata                    | 4 × 50 m libre                      |